# 若潮号列车
“若潮”（日语： Wakashio */?）是东日本旅客铁道（JR东日本）来往于东京站和上总一之宫站·勝浦站·安房鴨川站之间的特急列車。该列车经由京叶线和外房线运行。

## 概要
1972年7月15日，特急“若潮”号列车开始运营。最初来往于东京站与安房鸭川站之间
，经由总武本线和房总东线（现外房线）运行。同年10月2日，因应日本国铁的时刻表改革，“若潮”号被指定为L特急列车。
1982年11月15日，房总地区的急行列車全面停驶，部分班次并入“若潮”号。
1991年3月16日，特急列车成田特快开始经由总武本线运行，“若潮”号因此在东京站和苏我站间改由京叶线运行。
2005年12月10日，“View若潮”号、“HomeTown若潮”号、“早安若潮”号等列车统一更改名称为“若潮”号列车。2007年前后，服务于幕张展览馆大型活动的临时特急列车也被命名为“若潮”号（另有部分临时特急命名为“细波”号）。
列车名“若潮”来源于日本旧历记录潮汐的方式，在大潮和小潮之间的一次返潮过程被称为“若潮”。

### 停車站
東京站 -（海濱幕張站） - 蘇我站 - （土氣站） - 大網站 - 茂原站 - 上總一之宮站 - 大原站 - 御宿站 - 勝浦站 - （上總興津站） - 安房小湊站 - 安房鴨川站
- 不包括勝浦 - 安房鴨川間作為普通列車時的停車站。
- 站名標示（ ）者為部分班次停靠站。